# Rechtbank voor openbare orde
De Rechtbank voor openbare orde (Castiliaans: Tribunal de Orden Público, TOP) was een bijzondere rechtbank opgericht in 1963 in Spanje, in de laatste jaren van de franquistische dictatuur, met als opdracht delicten te vervolgen die "de stabiliteit van het regime bedreigden".
De rechtbank nam daarnaast de taken van de Bijzondere rechtbank voor de repressie van de vrijmetselarij en het communisme over. De rechtbank moest niet alleen opiniedelicten, illegale propaganda en politieke dissidenten bestrijden, maar ook het aanstichten tot openbare onrust en “openlijk antisociaal gedrag” waaronder niet alleen abortus, homoseksualiteit en echtscheiding vielen, maar ook bijvoorbeeld schrijvers die deze onderwerpen positief en niet als “objeto de horror y de execración” (voorwerp van afschuw en verachting) beschreven. Ook kritische christenen en ondergrondse vakbonden en hun militanten waren een doelwit van de TOP, zoals in de processen tegen de Comisiones Obreras of tegen Fèlix Martí.
De rechtbank werd in 1977 tijdens de Spaanse democratische overgang per koninklijk decreet afgeschaft. Pas in 2007 werd het eerherstel en een eventuele schadevergoeding van de slachtoffers van een veroordeling wegens politieke, ideologische of godsdienstige overtuiging wettelijk geregeld. Met dezelfde wet kregen personen die tijdens de burgeroorlog en de dictatuur veroordeeld en gestraft werden, omdat ze ijverden voor democratische waarden of voor de rechten en vrijheden die in de nieuwe grondwet vastgelegd werden, recht op rehabilitatie.